# Абурні
Абурні (*V ст.) — 3-й цар держави Нобатія з 450 року.

## Життєпис
Ймовірно син царя Силко. Спадкував трон близько 450 року. Відомий з листа, знайденого в Каср Ібрім. Лист, написаний поганою грецькою мовою, був адресований Абурні та його синам Накасе та Мойсею Фоненом, царем блемміїв, та його сином Брейтеком. Це відповідь на загублений лист. З нього випливає, що царі Нобатії та блеммії продовжили ворогувати.
На думку дослідників Абурні вдалося перемогти Фонена, захопивши державу блемміїв, оскільки в подальшому про них відсутні відомості.